# مسابولون
مسابولون (به انگلیسی: Mesabolone) با فرمول شیمیایی C26H40O3 یک ترکیب شیمیایی با شناسه پاب‌کم 159266 است. که جرم مولی آن ۴۰۰٫۵۹ گرم بر مول می‌باشد. 